# Doryanthes
Doryanthes Corrêa, 1802 è un genere di piante angiosperme monocotiledoni endemico dell'Australia. È l'unico genere della famiglia Doryanthaceae  (ordine Asparagales).

## Descrizione
Le piante di questo genere hanno foglie raccolte in rosetta basale e fioriscono solamente quando hanno più di 10 anni.

## Distribuzione e habitat
Il genere è presente in Australia orientale.

## Tassonomia
Il genere Doryanthes fu descritto per la prima volta nel 1802 dal sacerdote, statista, filosofo e botanico portoghese José Francisco Corrêa da Serra (1751-1823), uno stretto amico di Joseph Banks.
Tradizionalmente assegnato alla famiglia Agavaceae, è stato segregato dalla classificazione APG nella famiglia Doryanthaceae..
Il genere comprende due specie:
- Doryanthes excelsa Corrêa
- Doryanthes palmeri W.Hill ex Benth.